# La Famille Tot (pièce)
Pour les articles homonymes, voir La Famille Tot (homonymie).
La Famille Tot (Tóték) est une pièce de théâtre hongroise d'István Örkény écrite en 1967.
En France la pièce est parue en octobre 1968 chez Gallimard et a été traduite par l'écrivain Claude Roy.

## Résumé
L’arrivée d’un commandant insomniaque dans la famille Tot sème la zizanie et transforme leur vie paisible en véritable enfer. Leur fils au front, les parents espèrent améliorer son sort en accueillant dignement son supérieur hiérarchique. Les Tot se plient dès lors à toutes les lubies de ce militaire excentrique.

## Fiche technique
- Compagnie : Théâtre Ouranos
- Traduction : Claude Roy
- Mise en scène : Jean Doucet
- Scénographie : Benjamin Gibert
- Réalisation graphique : GwlGraphisme
- Création lumière : Delphine Perrin
- Régie générale : Hawa Koné
- Musique : Nicolas Naudet, Stéphane Hoareau et Luc Zalay
- Représentations : 
  - 2013 : Espace Agapit (Saint-Maixent-l'École) (création)
  - 2015 : Patronage Laïque (Niort), Vingtième Théâtre (Paris), Festival Off d'Avignon

## Distribution
- Philippe Rambaud : Louis Tot
- Lina Cespedes puis Catherine Artigala : Mariska Tot
- Marie Moriette : Agnès Tot
- Benoit de Gauléjac : le commandant
- Jean Doucet : le facteur
- Nicolas Naudet : le Pr Cipriani
- Stéphane Hoareau : le vidangeur
- Luc Zalay : le curé